# Myofunktionelle Therapie
Die myofunktionelle Therapie (MFT) beinhaltet die therapeutische Überwindung einer muskulären Bewegungs- und Muskelspannungsstörung  aufgrund einer funktionellen (nicht organischen) Störung des Muskelgleichgewichts im Mund-/Gesichtsbereich (s. a. Myofunktionelle Störung (orofacial)).
Ziele der Therapie sind:
- korrekte Zungenruhelage (die Zungenspitze liegt in Ruhe an den Gaumenfalten hinter der Papilla incisiva, und formt sich mit leichtem Ansaugdruck in den Gaumenbogen, ohne die Zähne lateral zu berühren, mit leichtem Kontakt der Zahnreihen und geschlossenen Lippen).
- korrektes Schluckmuster (Halten der Zungenspitze am Druckpunkt „Gaumenfalten“, ohne dabei an die Rückseite der Frontzähne (medial)vor zu rutschen). Die wellenartige Bewegung der Zunge am Gaumendach entlang verschiebt den Bolus/Flüssigkeit durch Druck velar zur Speiseröhre. Der Zahnreihen- und Lippenschluss unterstützt den nötigen Druckaufbau und verhindert zusätzlich eine mediale Bewegung der Zunge.
- Mundschluss durch Stärkung der beteiligen Muskeln Lippen, Kinn, Wangen, Kaumuskeln
- Tonuserhöhung und Verbesserung von: Ansaugdruck der Zunge, Krafteinsatz / Haltedauer / Koordination / Diadochokinese / Sensibilität (Stereognose) / Feinspannung / Eigenwahrnehmung der am Schlucken, Kauen und Mundschluss beteiligten Muskeln
- Verhaltenstherapeutische Ansätze
- Kontrolle auf Polypen / Rachenmandeln / Allergien / Atemwegsverengungen u. ä.
- Unterstützend kieferorthopädische Maßnahmen
- Begleitend fein- / großmotorische Übungen, ggf. Ergo- / Physiotherapie, Osteopathie zur Abklärung von Fehlhaltungen / Verschiebungen / Blockaden in Skelett und Muskulatur.

Es gibt verschiedene Therapiekonzepte, wobei der eigentliche Begriff „myofunktionelle Therapie“ durch Daniel Garliner in den 1970er Jahren in den USA geprägt wurde. Im deutschsprachigen Raum hat zum Beispiel die Logopädin Anita Kittel aus Reutlingen das Garliner-Konzept der MFT weiterentwickelt.